# Incisura (chi ốc biển)
Incisura là một chi ốc biển trong họ Fissurellidae.

## Các loài
Các loài trong chi Incisura gồm có:
- Incisura lytteltonensis